# János Henzsel
János Henzsel (12 de agosto de 1881, data de morte desconhecida) foi um ciclista húngaro que competiu no ciclismo nos Jogos Olímpicos de Verão de 1912, representando a Hungria.